# Цульвиль
Цульвиль (нем. Zullwil) — коммуна в Швейцарии, в кантоне Золотурн. 
Входит в состав округа Тирштайн. Население составляет 609 человек (на 31 декабря 2007 года). Официальный код — 2622.

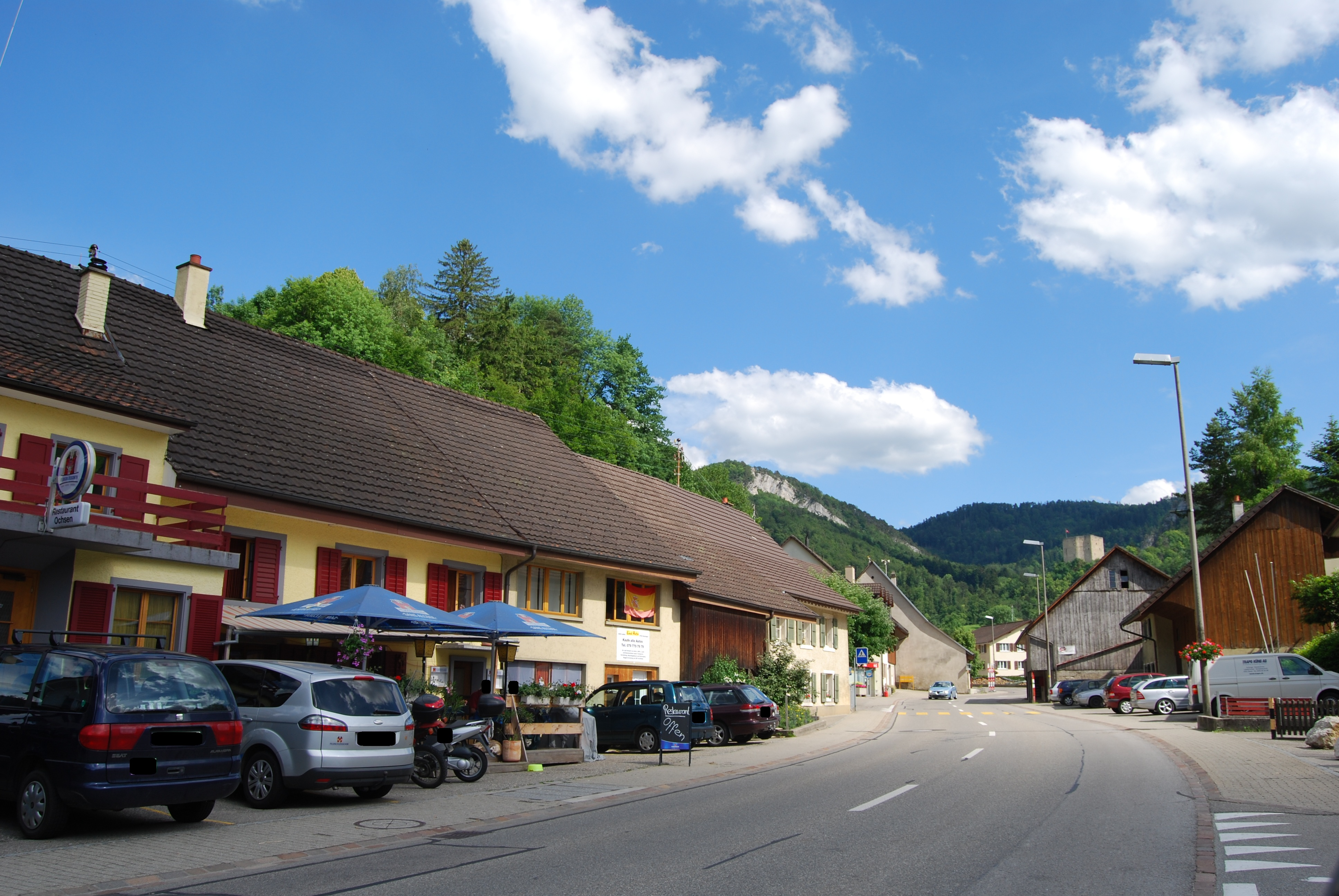
Цульвиль